# Jolanda Venema
Jolanda Geertruida Venema (Leeuwarden, 27 november 1965 - Drachten, 22 juli 1999) was een Nederlands verstandelijk gehandicapte vrouw, die in 1988 in de publiciteit kwam toen haar ouders foto's van haar openbaar maakten. Het betrof foto's waarop Jolanda naakt met een Zweedse band en een touw was vastgebonden aan de muur. De zaak kreeg veel aandacht en bracht in Nederland een debat over de kwaliteit van de gehandicaptenzorg op gang.

## Levensloop

### Jeugd
Venema werd geboren als dochter van Tiny en Dick Venema. Ze was als kind moeilijk thuis en werd op haar vijfde voor het eerst uit huis geplaatst. De gehandicaptenzorg stond destijds nog in de kinderschoenen en aan een diagnose in die richting werd in eerste instantie nog niet gedacht: ze werd geobserveerd in een instituut voor moeilijk opvoedbare kinderen en de afdeling ontwikkelingsneurologie van het ziekenhuis. Na onderzoek kreeg ze een grote hoeveelheid medicijnen voorgeschreven en werd weer naar huis gestuurd.
De situatie thuis werd al snel weer onhoudbaar: zowel de beide ouders als de andere kinderen in het gezin konden haar destructieve en agressieve gedrag niet langer verdragen. Op haar zesde, in 1972, werd ze opnieuw uit huis geplaatst en na enkele overplaatsingen kwam ze in hetzelfde jaar in het Hendrik van Boeijen-oord in Assen terecht. Het Hendrik van Boeijen-oord had een goede reputatie als instelling voor verstandelijk gehandicapten. Venema werd in eerste instantie opgenomen voor een observatieperiode van 3 maanden. Ze reageerde hevig op de plaatsing. Haar ouders vertelden dat zij zich huilend en schreeuwend op de vloer stortte als zij na een bezoek weer weg wilden gaan: "Mama, papa, hier blijven, niet weggaan...". Na drie maanden werd geconstateerd dat Venema ernstig zwakzinnig was en op zeer laag niveau functioneerde als gevolg van een hersenfunctiestoornis.
In de loop der jaren waarin Venema op het Hendrik van Boeijen-oord woonde, probeerden haar begeleiders samen met de deskundigen op verschillende wijzen een omslagpunt in haar gedrag te bewerkstelligen, maar alles liep op niets uit. Na enkele jaren werd zij vaker vastgebonden in een kamer, aangezien zij voor het personeel bijna niet meer te begeleiden was. Ook liep het aantal malen dat zij in de isoleercel doorbracht steeds verder op.
Op haar tiende werd in haar dossier geschreven: "impulsief, uitdagend, dwars, grillig, agressief, gilbuien, destructie van kleding en voorwerpen en soms incontinent. Jolanda is soms lief en behulpzaam, maar verknoeit situaties onophoudelijk door alle aandacht op te eisen".

### De foto en de media
In 1988 kwamen haar ouders op bezoek toen er verder niemand op haar paviljoen aanwezig was. Ze troffen Venema aan in haar kamer, naakt op haar bed, met een buikband om haar middel (een Zweedse band), die met een touw aan de muur vastzat. Om haar heen lag vuile was en haar eigen ontlasting lag op de vloer.
De ouders hadden een fotocamera bij zich en maakten de foto van Venema met haar moeder, om de situatie waarin zij dagelijks leefde vast te leggen. De ouders stapten naar de Inspectie voor Volksgezondheid. De lokale inspecteur deed er alles aan om de zaak van Venema bij zijn collega's onder de aandacht te brengen, maar binnen de landelijke inspectie kreeg hij geen voet aan de grond. Toen de weg via de inspectie niets opleverde, namen de ouders van Venema contact op met de Leeuwarder Courant met het verzoek haar verhaal in de publiciteit te brengen. Na enige tijd verscheen hun verhaal voor het eerst in de Leeuwarder Courant krant en weer enkele weken later in nog twee kranten. De ouders werden naar aanleiding van deze publicaties uitgenodigd in het VARA-radioprogramma Spijkers met koppen en in het tv-programma Nova. De media stortten zich op de zaak en ook de nieuwsprogramma's op tv en kranten als de Telegraaf en de Volkskrant schreven over Venema.
Het mediacircus gaf aanleiding tot Kamervragen, met name aan de toenmalige staatssecretaris van Volksgezondheid Dick Dees. Het Hendrik van Boeijen-oord voelde zich aangevallen en trachtte zich via de media te verdedigen.

### Na de foto
Het duurde nog zeker een half jaar voordat er extra geld kwam voor Venema en voordat dus ook haar leefsituatie verbeterd werd; tot die tijd bleef haar situatie onveranderd, aan het touw, bij de muur.
Het ministerie van WVC stelde in juni 1989 340.000 gulden beschikbaar voor Venema. Hiermee kwam er ruimte voor meer personeel en een intensievere begeleiding. Ze werd nog enkele malen herplaatst binnen de instelling, en de nieuwe begeleidingsstijl had een positief effect op haar: Venema kreeg weer kleding, en ook als zij deze kapotscheurde kreeg ze gewoon weer nieuwe. Langzaamaan leerde ze bij en kon ze ook weer functioneren binnen sociale relaties. Ook werd er een nieuwe diagnose gesteld door het aangestelde consulententeam. Venema bleek matig verstandelijk gehandicapt, een informatieverwerkingsstoornis, een neiging tot autisme, mogelijk het syndroom van Gilles de la Tourette, motorisch onhandig, een verlatingsangst en matig doof gemaakt aan stoornissen te hebben, waarbij de benaderingswijze aangepast diende te worden, en tevens rekening gehouden moest worden met de schade die tijdens het verblijf in voorgaande jaren was opgedaan.
Venema stierf op 33-jarige leeftijd aan long- en hartproblemen ten gevolge van een stafylokokkeninfectie. Deze gaf haar voortdurende jeuk, vooral aan haar oren, die ze voortdurend openkrabde. Vanwege haar voorgeschiedenis wilde men haar echter niet vastbinden om de oren te laten genezen.

## Invloed op de kwaliteit van zorg
Met de publicatie van de foto's kwam er een golf van commentaar op de gehandicaptenzorg; er werd geschat dat er zo'n 2500 verstandelijk gehandicapten in Nederland in een soortgelijke situatie als Venema verkeerden.
Men werd zich bewust van de Rechten van een verstandelijk gehandicapte en probeerde deze mensen meer betrekken bij de samenleving. Ook trachtte men een zinvolle daginvulling aan te bieden, iets waar tot dan toe onvoldoende aandacht voor was geweest.
Voor ernstige probleemsituaties werden "Consulententeams" in het leven geroepen, het latere Centrum voor Consultatie en Expertise (CCE). Deze teams bestonden uit specialisten die de instellingen ondersteunden in het zoeken naar oplossingen voor individuele cliënten met ernstige gedragsproblemen. Deze ondersteuning bestond zowel uit bindende adviezen als uit financiële bijdragen; jaarlijks ontvingen de vijf verschillende consulententeams zo'n 20 miljoen euro subsidie voor hun werk.